# Bandera de Rosselló
La bandera oficial de Rosselló té la següent descripció:
Bandera apaïsada, de proporcions dos d'alt per tres de llarg, vermella, amb una creu plena blanca de braços de gruix 1/16 de l'alçària del drap i amb la rosa groga de l'escut, de diàmetre 37/64 de la mateixa alçària, sobreposada a l'encreuament.
Va ser aprovada el 5 d'abril de 2006 i publicada en el DOGC el 9 de maig del mateix any amb el número 4629.